# 一色稲荷神社 (幸手市)
一色稲荷神社（いっしきいなりじんじゃ）は、埼玉県幸手市中1丁目15-31（旧地名：大字幸手字裏町4439）に所在する神社である。

## 概要
この一色稲荷神社は「正一位一色稲荷大明神」とも称される。境内地面積は約2畝となっており、祭礼は毎月22日とされ、初午祭などの祭りも行われている。
幸手駅付近に古河公方足利氏の家臣である一色氏が館を構えていたことから「城山」や「陣屋」という地名が残っている。今日ではかつての土塁跡などを見ることはできないが、館跡と思われる位置から巽（南東）の方向に祀られているこの一色稲荷は一色氏の守り神として祀られた氏神（陣屋稲荷）であると伝えられている。
境内施設として、本殿（社殿）、鳥居（「正一位一色稲荷大明神」の神額）、狐像二対、手水舎、案内板、「奉納 調布住宅營團新築落成記念」と彫られた石碑、「奉納 神社拝殿改築記念碑」と彫られた石碑、イチョウの木、ベニカナメの木、モミジの木、ツゲの木、柳の木、ヤツデなどである。